# Diglosszia
A szociolingvisztikában a diglosszia terminus (< latin diglossia < görög διγλωσσία diglosszia ← δι- ’kétszer’ + γλῶσσα ’nyelv’) egy adott nyelvközösségben vagy területen egyazon nyelv nem egyenlő társadalmi státuszú két változatának, illetve két nyelvnek a használatát nevezi meg. Az egyik magas státuszú a másikkal szemben, és társadalmi funkcióik különböznek. Egyazon nyelv esetében a magas státuszú a sztenderd nyelvváltozat, különösen ennek választékos nyelvi regisztere, a másik pedig lehet területi változat vagy a fesztelen (társalgási), illetve a népi regiszter. Ha két különböző nyelvről van szó, akkor a magas státuszú például a hivatalos nyelv sztenderd változata, a másik pedig egy kisebbségi nyelv.
Eredetét illetően a „diglosszia” terminus a latin elemekből alkotott „bilingvizmus” terminusnak felel meg, mivel mindkettő szó szerint kétnyelvűséget jelent, de a mai nyelvészetben különböző fogalmakat neveznek meg. Mégis a bilingvizmusnak köze van a diglossziához, ha két nyelv viszonyáról van szó.

## A fogalom története
A diglosszia fogalma fokozatosan fejlődött ki azzal, hogy egyre több nyelvközösség és ország esetében állapították meg létezését, és tanulmányozták.
A terminust a görög nyelvvel foglalkozó Jean Psichari  francia tudós terjesztette el Görögországra vonatkozóan, ahol a függetlenség kivívása és bajor eredetű királlyal monarchia létrehozása után csak a katharevusza nevű archaizáló nyelvváltozatot ismerték el az állam nyelveként, amely bizonyos nyelvtani, fonetikai és lexikai vonásaiban különbözött a dimotiki-nek nevezett, a hétköznapi kommunikációban használt „közönséges” változattól. Már Psichari alkalmazta a fogalmat a középkori okcitán nyelv helyzetére, megemlítve a trubadúrok irodalmi nyelvét a hétköznapi kommunikáció nyelvével szemben, valamint a modern francia nyelv helyzetét, az ő sztenderd változatával a fesztelen és a népi regisztereivel szemben.
1930-ban William Marçais  az Algériában használt arab nyelv változataira terjesztette ki a fogalmat, majd 1959-ben Charles A. Ferguson  a görög nyelv mellett az arab nyelv változataival az arab országokban általában, a svájci német dialektussal a sztenderd némettel szemben és a Haitin beszélt francia alapú kreol nyelvvel foglalkozott a sztenderd franciával szemben. Ferguson meghatározta a diglossziát szociolingvisztikai szempontból, tartósnak, stabilnak és harmonikusnak tekintve ezt a helyzetet.
Joshua Fishman  1967-ben, majd A. de Vincenz 1972-ben kiterjesztették a diglosszia fogalmát különböző nyelvek viszonyára is, mint amilyen egy kisebbségi nyelvé egy állam hivatalos nyelvével vagy nyelveivel szemben.

## Diglossziai helyzetben levő nyelvváltozatok jellegzetességei
Az ilyen helyzetben levő nyelvváltozatok elsősorban abban különböznek, ahogyan elsajátítják őket. Az alacsony státuszút a gyerekek a családjukban tanulják meg, miközben a másikat a tanügyi rendszerben, tehát az utóbbi rárakódik az előbbire.
Használati terüket illetően mindkét változatnak megvannak a határai. Az alacsony státuszút mindenekelőtt az egész nyelvközösség a családi és a baráti körben, valamint kollégák között használhatja, ez az informális kommunikáció nyelvváltozata. Tartós vagy pillanatnyi felsőbb hierarchikus helyzetben levő személyek is használhatják alkalmazottaikkal, pincérekkel stb. Ferguson megemlíti használatát a rádiós szappanoperában is. Ez a nyelvváltozat főleg szóbeli. Írásban megjelenik például a karikatúrák szövegében. Különösebb használatú a területi változat, amely földrajzilag korlátozott az informális kommunikációban, de az irodalmi folklórban is megvan.
A magas státuszú változat a formális kommunikációé. Azok a beszélők használják, akiknek elegendő iskolázottságuk van ahhoz, hogy elsajátítsák, például a vallási felekezetek klérusának tagjai prédikációikban, politikusok beszédeikben, tanárok egyetemi előadásaikban, rádióbemondók hírek közlésekor stb. Sokkal inkább használt írásban, mint a másik nyelvváltozat, a választékos regiszterhez folyamodó szépirodalomban, a újságok vezércikkeiben, fényképeik szövegében. Ferguson idesorolja a személyes levelezést is.
A nyelv szabályait tekintve mindkét nyelvváltozatnak megvannak a maga normái, de az alacsony státuszú nem sztenderdizált. A magas státuszú sztenderdizált, irodalmi hagyomány alapján, ha van ilyen, és hivatalossá tett. A normáit olyan munkák rögzítik, mint szótárak, tankönyvek stb.
Nyelvi vonásaikat illetően vannak különbségek a két nyelvváltozat között. Fonológiai rendszerük egységes, de lehetnek különböző fonetikai megvalósulásaik. Szókincsükben lehetnek saját szavaik, valamint közöttük eloszló szinonimák. A magas státuszú nyelvváltozat grammatikai rendszere összetettebb lehet a másikénál, és olyan szabályai lehetnek, amelyek kizárják a variánsokat.
A két nyelvváltozat abban is különbözik, hogy jellegzetességei miatt a magas státuszú tekintélyes a beszélők tudatában a másikkal szemben.
Diglossziai helyzetben levő különböző nyelvek esete mutathat különbségeket az egyazon nyelv változatai esetéhez viszonyítva abban, hogy kisebbségi nyelv is lehet sztenderdizált, rendelkezhet irodalmi hagyománnyal, és beszélői legalább olyan tekintéllyel ruházhatják fel, mint a másik nyelvet. Ebben az esetben a fő különbség az, hogy nincs ugyanolyan hivatalos státusza, és hogy korlátozottabb a használati tere. Kisebbségi nyelv beszélői kétszeresen lehetnek diglossziai helyzetben: az anyanyelvük keretében és a többségi nyelvhez viszonyítva. Ezekből a tényekből kiindulva egyes nyelvészek, katalán és okcitán szerzők nyomán, akik nyelvei kisebbségiek Franciaországban, nem harmonikusnak és stabilnak ítélik meg a diglossziát, hanem lehetséges, azaz látens, vagy éppenséggel megnyilvánuló nyelvi konfliktusnak.
Diglossziai helyzetben levő nyelvváltozatok között nincs éles határ, hanem egyes átmeneti nyelvi elemek keletkeznek a alacsony státuszú változat alapján, számos lexikai átvételekkel a tekintélyes változatból. Például a görögországi média a katharevusza változat elemeit vegyíti dimotiki-beliekkel. A nyelvváltozatoknak amúgy is sok közös elemeik vannak, amelyek mennyiségileg a hétköznapi kommunikáció lényeges részét képezik. Egyes nyelvészek ezek együttesét „interlektus”-nak nevezik.
Azok a beszélők, akik ismerik az alacsony státuszú nyelvváltozat mellett a magas státuszút is, képesek kódváltásra, azaz az egyik vagy a másik használatára a kommunikációs helyzettől függően, vagy ugyanabban a helyzetben az egyikből vagy a másikból vett elemek beiktatására a kifejezés árnyalása érdekében.
Uriel Weinreich  szerint a diglosszia, akárcsak a kétnyelvűség, előnyt jelenthet társadalmi helyzetüket tekintve az egynél több nyelvváltozatot, illetve nyelvet bíró beszélők számára.

## Diglosszia néhány országban
Közös vonások mellett a diglosszia különbségeket is mutat országok szerint, főleg amikor különböző nyelvekről van szó, ezek hivatalos státuszától függően.
Franciaországban diglossziai helyzetben élnek elsősorban azok a beszélők, akik a fesztelen regiszteren kívül a sztenderd nyelvváltozat szokásos regiszterét, esetleg választékos regiszterét is bírják. Olyan beszélők is vannak, akik anyanyelve egyike a regionális nyelveknek vagy tengerentúli nyelveknek. Hetvenöt hivatalosan megszámlált és elismert nyelv van az európai területen és a tengerentúli területeken. Egyesek oïl nyelvekként közeli rokonai a franciának, mint amilyen a normand vagy a frankoprovanszál, mások újlatin nyelvekként rokonai, mint az okcitán és a katalán, megint mások nem rokonai, mint a breton és a baszk az európai területen, és számos nyelv tengeren túl. A regionális nyelvek egy része nem sztenderdizált, mint a példákként megadott első kettő, de mások azok, mint az utóbbi négy. Ezen kívül egy olyan nyelv, mint a katalán az országhatár mindkét oldalán élő nyelvközösségé, és a másik országban hivatalos Katalóniában. E diglosszián kívül van még a francia nyelv területi változatait beszélőké Franciaországban és más frankofón országokban.
Haitiban a lakosság a francia alapú haiti kreol nyelvet beszéli, amelyet viszonylag nem régen sztenderdizáltak, de a hivatalos kommunikáció nyelve a sztenderd francia. Mindkét nyelv hivatalos.
Az arab országokban a hivatalos nyelv a klasszikus arab, de szokásosan a helyi arab dialektusokat beszélik. Egyesekben, mint Tunézia, triglosszia van, azaz még egy tekintélyes nyelv használatos, a francia.
Olyan országokkal kapcsolatban, mint Szingapúr vagy Malajzia, ahol komplementáris funkciójú viszonyban álló több nyelvet használnak és ezek nyelvváltozatait, a szociolingvisztikában a „poliglosszia” terminust is használják.
Különleges diglossziai helyzet volt Oroszországban a 18. században, amikor a nemesek maguk között a franciát használták tekintélyes nyelvként, oroszul pedig a köreiken kívül beszéltek.

### Közvetlen források
- (románul) Bidu-Vrănceanu, Angela et al., Dicționar general de științe. Științe ale limbii (Tudományok általános szótára. Nyelvtudományok). Bukarest: Editura științifică. 1997. ISBN 973-440229-3 (Hozzáférés: 2019. szeptember 29.)
- (angolul) Bussmann, Hadumod (szerk.) Dictionary of Language and Linguistics Archiválva 2022. január 23-i dátummal a Wayback Machine-ben (Nyelvi és nyelvészeti szótár). London – New York: Routledge. 1998. ISBN 0-203-98005-0 (Hozzáférés: 2019. szeptember 29.)
- (angolul) Crystal, David. A Dictionary of Linguistics and Phonetics (Nyelvészeti és hangtani szótár). 6. kiadás. Blackwell Publishing. 2008. ISBN 978-1-4051-5296-9 (Hozzáférés: 2019. szeptember 29.)
- (franciául) Dubois, Jean et al. Dictionnaire de linguistique (Nyelvészeti szótár). Párizs: Larousse-Bordas/VUEF. 2002 (Hozzáférés: 2023. május 8.)
- (románul) Istrati, Marta. Diglosia și bilingvismul: concepte de bază (Diglosszia és kétnyelvűség: alapfogalmak), Limba română, 17. évf. 4–6. sz. 2007. 81–85. o.; az interneten: Diglosia și bilingvismul… (Hozzáférés: 2019. szeptember 29.)
- (oroszul) Jarceva, V. N. (szerk.) Лингвистический энциклопедический словарь (Nyelvészeti enciklopédiai szótár). Moszkva: Szovjetszkaja Enciklopédia. 1990 (Hozzáférés: 2019. szeptember 29.)

### Közvetett források
- (angolul) De Vincenz, A. Towards a Definition of Diglossia (A diglosszia meghatározása felé). Forschungsprojekt Kontrastive Analyse Deutsch-Russisch (KADR). Arbeitspapier. 3. sz. Heidelbergi Egyetem, Szlavisztikai Intézet. 1972
- (angolul) Ferguson, Charles A. Diglossia. Word. 15. kötet. 2. sz., 1959. 325–340. o.; az interneten: Diglossia, Taylor and Francis Online. 2015. december 4 (Hozzáférés: 2019. szeptember 29.)
- (angolul) Fishman, Joshua. Bilingualism with and without diglossia; diglossia with and without bilingualism (Kétnyelvűség diglossziával és anélkül: diglosszia kétnyelvűséggel és anélkül). Journal of Social Issues. 23. kötet. 2. sz. 1967. 29–38. o.; az interneten: Bilingualism with and without diglossia…. SPSSI (Hozzáférés: 2019. szeptember 29.)
- (franciául) Marçais, William. La diglossie arabe (Az arab diglosszia). L’Enseignement public – Revue pédagogique. 104. kötet. 12. sz. 1930. 401–409. o.